# Sansone deriso
Il Sansone deriso o Concerto è un dipinto a olio su tela (86x70 cm) attribuito a Giorgione, databile intorno al 1508-1510 e conservato nella collezione privata Mattioli a Milano. Nel 2018 è stato concesso dal proprietario in comodato quinquennale alle Gallerie dell'Accademia di Venezia.

## Storia e descrizione
L'opera è di solito attribuita all'ultima fase della produzione di Giorgione, tra gli affreschi al Fondaco dei Tedeschi e la morte (1510), uno dei periodi più oscuri nella ricostruzione del catalogo dell'artista. Il Sansone deriso, da alcuni storici letto invece come un Concerto, appartiene a un gruppo di opere di attribuzione incerta, in cui i soggetti sono dipinti direttamente col colore sulla tela, con libertà estremamente moderna, senza il ricorso al disegno preparatorio. Di questa serie fanno parte anche il Cantore appassionato e il Suonatore di flauto, alla Galleria Borghese di Roma.
In primo piano si vede una figura a mezzobusto che appoggia una mano su quello che sembra uno strumento a corda rovesciato, ruotando la testa e tenendo la bocca aperta, come per cantare o per lamentarsi. Dietro di lui, nella penombra, si scorgono altre due teste, dall'aspetto grottesco. La parte più straordinaria è legata al gioco di luce che colpisce la veste del protagonista, accendendola di bagliori che contrastano con i toni soffusi e smorzati del resto della tela.

## Provenienza
Gli studiosi ritengono che la tela sia registrata per la prima volta, come un Concerto, nell'inventario della collezione appartenuta al nobile veneziano Gabriele Vendramin, redatto alcuni anni dopo la sua morte (1567-1569). Poi riappare nel 1663, indicata come un Sansone deriso, nel catalogo di un'asta organizzata a Venezia dal pittore e mercante fiammingo Nicholas Régnier, che probabilmente l'aveva comprata dagli eredi Vendramin. Quindi se ne perdono le tracce fino al 1944, quando Roberto Longhi la vede nella collezione Mattioli di Milano.